# Liste der Biografien/Pfr
Liste der Biografien |
Portal Biografien |
Personensuche
# |
A |
B |
C |
D |
E |
F |
G |
H |
I |
J |
K |
L |
M |
N |
O |
P |
Q |
R |
S |
T |
U |
V |
W |
X |
Y |
Z |
?
 
Pa |
Pc |
Pe |
Pf |
Ph |
Pi |
Pj |
Pk |
Pl |
Pm |
Pn |
Po |
Pr |
Ps |
Pt |
Pu |
Pv |
Pw |
Py
 
Pfa |
Pfe |
Pfi |
Pfl |
Pfn |
Pfo |
Pfr |
Pfu |
Pfy
Die Liste der Biografien führt alle Personen auf, die in der deutschsprachigen Wikipedia einen Artikel haben. Dieses ist eine Teilliste mit 41 Einträgen von Personen, deren Namen mit den Buchstaben „Pfr“ beginnt.

## Pfr

### Pfra
- Pfrang, Agnes (* 1979), deutsche Pädagogin und Hochschullehrerin
- Pfrang, Erwin (* 1951), deutscher Maler und Zeichner
- Pfranger, Johann Georg (1745–1790), deutscher evangelischer Geistlicher

### Pfre
- Pfrengle, Franz Xaver (* 1956), deutscher General
- Pfrengle, Julia (* 1995), deutsche Eiskunstläuferin
- Pfrengle, Stefan (* 1963), deutscher Eiskunstläufer
- Pfrenzinger, Alfons (1887–1950), deutscher Lehrer und Heimatforscher
- Pfretzschner, Adolph von (1820–1901), bayerischer Politiker
- Pfretzschner, Christian Gottlieb (1797–1861), deutscher Pädagoge und Politiker, Direktor der Gewerbeschule und Ehrenbürger von Plauen
- Pfretzschner, Ernst (1882–1943), österreichischer Architekt und Ingenieur
- Pfretzschner, Hermann Richard (1857–1921), deutscher Streichinstrumenten-Bogenbauer
- Pfretzschner, Johann, deutscher Steinmetzmeister
- Pfretzschner, Karl (1810–1878), bayerischer Kaufmann, Bankier und Abgeordneter des Zollparlaments
- Pfretzschner, Lisa (* 1994), deutsche Fußballspielerin
- Pfretzschner, Lukas (* 2000), deutscher Volleyball- und BeachvolleyballspielerLukas Pfretzschner (* 2000)

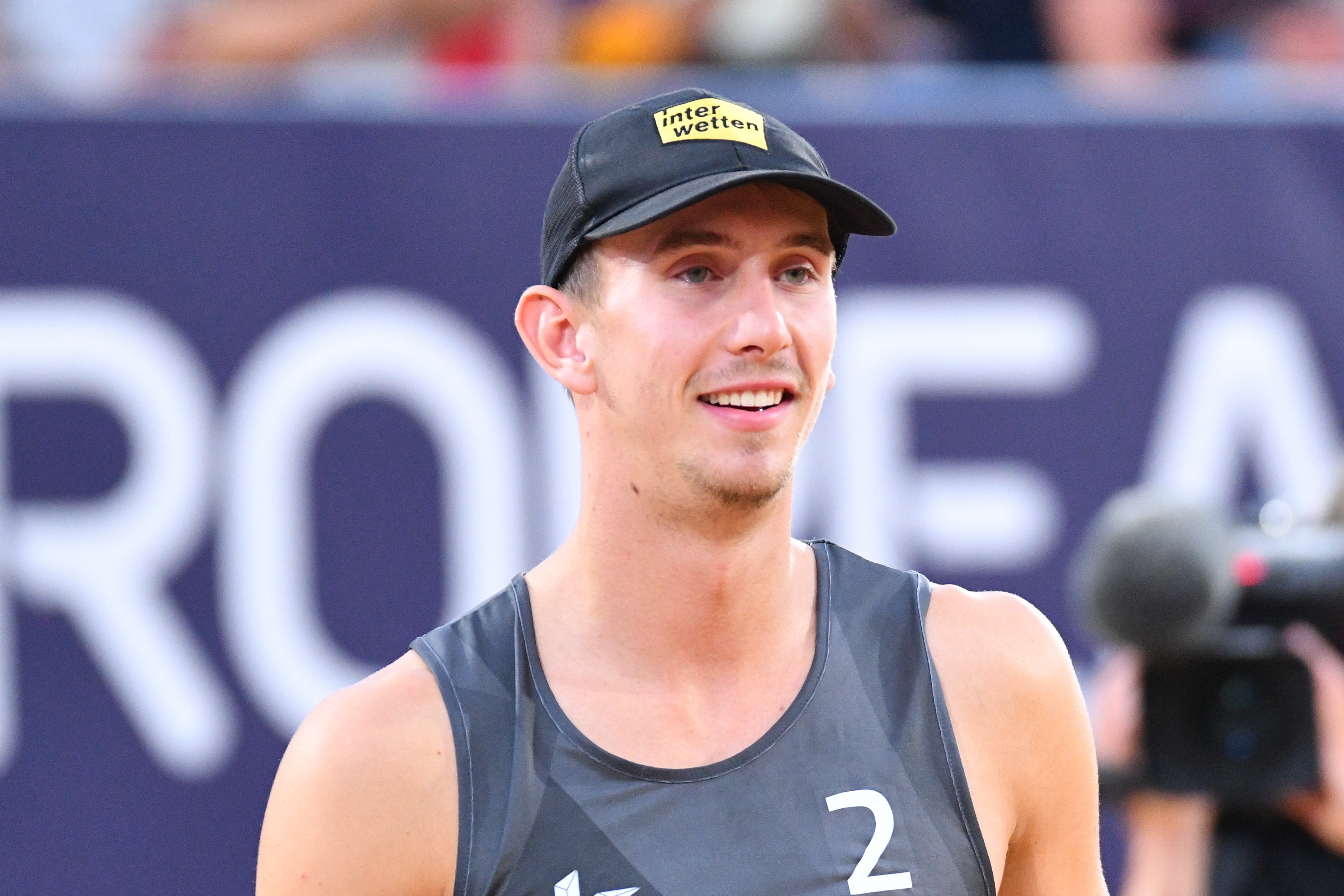
Lukas Pfretzschner (* 2000)

- Pfretzschner, Norbert (1850–1927), österreichischer Bildhauer und Jagd-Schriftsteller
- Pfretzschner, Norbert senior (1817–1905), österreichischer Erfinder einer Trockenplatte und Politiker, Landtagsabgeordneter
- Pfretzschner, Simon (* 2002), deutscher Volleyball- und Beachvolleyballspieler
- Pfretzschner, Sittich, Renaissance-Ratsmaurermeister von Leipzig
- Pfreund, Caspar (1517–1574), Apotheker und Bürgermeister von Wittenberg
- Pfreundschuh, Michael (1949–2018), deutscher Hämatologe und Onkologe
- Pfreundschuh, Nadine (* 1975), deutsche Eishockeytorhüterin

### Pfri
- Pfriem, Alexander (* 1977), deutscher Ingenieur und Hochschullehrer
- Pfriem, Reinhard (* 1949), deutscher Wirtschaftswissenschaftler
- Pfriemb, Joseph (* 1711), deutscher Jesuit und Hochschullehrer
- Pfriemer, Udo (1909–1997), deutscher Verleger, Autor und Historiker
- Pfrimer, Walter (1881–1968), österreichischer Heimwehrführer und Politiker (NSDAP), MdRWalter Pfrimer (1881–1968)

Walter Pfrimer (1881–1968)

### Pfro
- Pfrogner, Anton (1886–1961), sudetendeutscher Politiker (NSDAP), MdR und Generalarbeitsführer
- Pfrogner, Chrysostomus Laurentius († 1812), Prämonstratenser, Rektor der Karls-Universität Prag, Abt des Stiftes Tepl in Westböhmen (1803–1818)
- Pfrogner, Hermann (1911–1988), österreichischer Musikschriftsteller
- Pfromm, Rüdiger (* 1943), deutscher Autor
- Pfromm, Werner (1915–1986), deutscher Jurist und Staatsanwalt
- Pfrommer, Arthur, deutscher Akrobat
- Pfrommer, Michael (* 1954), deutscher Klassischer Archäologe und Romanautor
- Pfrommer, Peter (* 1966), deutscher Bauphysiker

### Pfru
- Pfrunder, Eduard (1877–1925), Schweizer Architekt
- Pfrunder, Manon (* 1988), Schweizer Schauspielerin und Theaterregisseurin
- Pfrunder, Manuela (* 1979), Schweizer Grafikerin
- Pfründer, Marvin (* 1994), Schweizer Fußballspieler
- Pfrunder, Peter (* 1959), Schweizer Publizist, Kulturschaffender, Ausstellungskurator und Fotohistoriker
- Pfründt, Georg (1603–1663), deutscher Medailleur, Wachsbossierer und Kupferstecher